# See You on the Other Side (Mercury Rev)
See You on the Other Side è il terzo album della rock band Mercury Rev, pubblicato nel 1995 dalla Beggars Banquet Records.
È il primo disco della band senza il cantante David Baker.

## Tracce
1. Empire State (Son House in Excelsis) – 7:29 (Jonathan Donahue/Grasshopper/Suzanne Thorpe)
2. Young Man's Stride – 2:43 (Donahue/Grasshopper)
3. Sudden Ray of Hope – 5:18 (Donahue/Grasshopper/Thorpe/Jimmy Chambers/Dave Fridmann)
4. Everlasting Arm – 5:15 (Donahue/Grasshopper/Thorpe)
5. Racing the Tide – 7:31 (Donahue/Grasshopper/Thorpe/Chambers)
6. Close Encounters of the 3rd Grade – 3:03 (Donahue/Grasshopper/Thorpe/Chambers/Fridmann)
7. A Kiss from an Old Flame (A Trip to the Moon) – 4:22 (Donahue/Grasshopper)
8. Peaceful Night – 3:32 (Donahue/Grasshopper)

## Singoli estratti
- Everlasting Arm (12 luglio 1994)
  1. Everlasting Arm - 5:15
  2. Dead Man  - 34:36

## Formazione
- Jonathan Donahue - voce, chitarra
- Grasshopper - chitarra
- Dave Fridmann - basso, pianoforte, organo
- Jimmy Chambers - batteria
- Suzanne Thorpe - flauto